# Sistema continuo de tinta

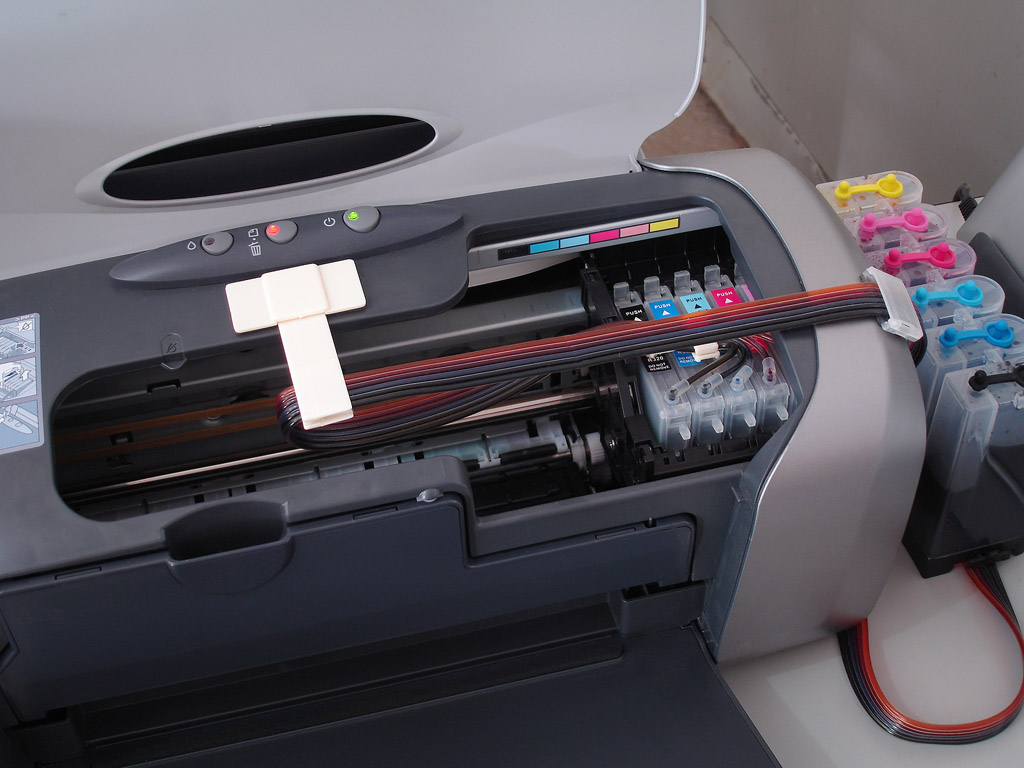
Detalle de la instalación de los tubos de alimentación

Un sistema continuo de tinta, en inglés Continuous Ink Supply System (CISS), también conocido con los nombres inyección de tinta a granel , o simplemente Bulk kit  (en Inglés, "en lote").
Un sistema continuo de tinta tiene muchas ventajas que lo han popularizado en muchos países alrededor del mundo: El costo de la tinta es reducido, comparado con la sustitución continua de cartuchos, posee poco mantenimiento (solo en el caso de que el cartucho se dañe, se debe hacer un mantenimiento profundo). Otra ventaja importante es que se puede seguir recargando los depósitos cuantas veces sea necesario, si el cabezal no se daña

## Ventajas del sistema de inyección de tinta
- Se puede imprimir ininterrumpidamente cientos de hojas.
- Se reduce drásticamente el cambio de cartuchos.
- Un ahorro de hasta el 90% en cambio de cartuchos.
- Se puede recargar los tanques externos cuantas veces se necesite durante la vida útil del cartucho.

## Desventajas del sistema de inyección de tinta
- De la misma manera que con los cartuchos de tinta genéricos, la garantía de la impresora se pierde de parte del fabricante o proveedor de la misma.
- En ocasiones pueden presentarse obstrucciones dentro de las mangueras de alimentación.
- Posible obstrucción de los cabezales de impresión si no se utilizan con regularidad (mínimo tres o cuatro veces por semana)
- No todos los modelos y marcas de impresoras permiten su instalación.
- Al mover la impresora de lugar, o estar manipulando continuamente los depósitos de tinta, es posible que ingrese aire en las mangueras, y esto obstruye el sistema.
- Dependiendo del modelo y la tinta que se utilice, la calidad de la impresión puede bajar.

## Lo que dicen los fabricantes de impresoras
El sistema se ha popularizado tanto que Epson ha sacado impresoras con su sistema incorporado, con un precio elevado. Canon ya fabrica impresoras con sistema continuo incorporado pero a un costo elevado.
HP ya trabaja con tanques y mangueras que suministran la tinta a cabezales de impresión, pero simplemente no le dan publicidad, estos están incluidos en las impresoras de formato ancho (impresoras grandes).
Al no cambiar cartuchos descartables se ahorra material y energía, situación ampliamente beneficiosa para el medio ambiente.